# Smârdan (okręg Teleorman)
Smârdan – wieś w Rumunii, w okręgu Teleorman, w gminie Beciu. W 2011 roku liczyła 448 mieszkańców.